# Hana-Rawhiti Maipi-Clarke
Hana-Rawhiti Kareariki Maipi-Clarke (2002)  é uma política neozelandesa, representando o Te Pāti Māori como membro do Parlamento desde as eleições gerais de 2023 na Nova Zelândia. Ela é a mais jovem deputada desde James Stuart-Wortley.

## Início da vida e família
Maipi-Clarke tem ascendência Waikato, Ngāpuhi, Ngāti Porou, Te Āti Awa e Ngāi Tahu . É filha do apresentador Potaka Maipi, sobrinha-neta da ativista da língua maori Hana Te Hemara, neta de Taitimu Maipi, cujo activismo contribuiu para a remoção da estátua do Capitão Hamilton em 2020; e tataraneta de Wi Katene, o primeiro deputado maori a ser nomeado para o Conselho Executivo.
Hana-Rawhiti estudou na Te Wharekura o Rākaumangamanga em Huntly, Waikato. Aos 17 anos, publicou o livro Maahina sobre o maramataka – o calendário lunar Māori. Ela foi inspirada por Rangi Mātāmua a pesquisar o tema quando ele deu uma palestra sobre Matariki. Em 2023, ela deu um curso de treinamento para o clube de rugby New Zealand Warriors sobre maramataka e Matariki.

## Carreira política

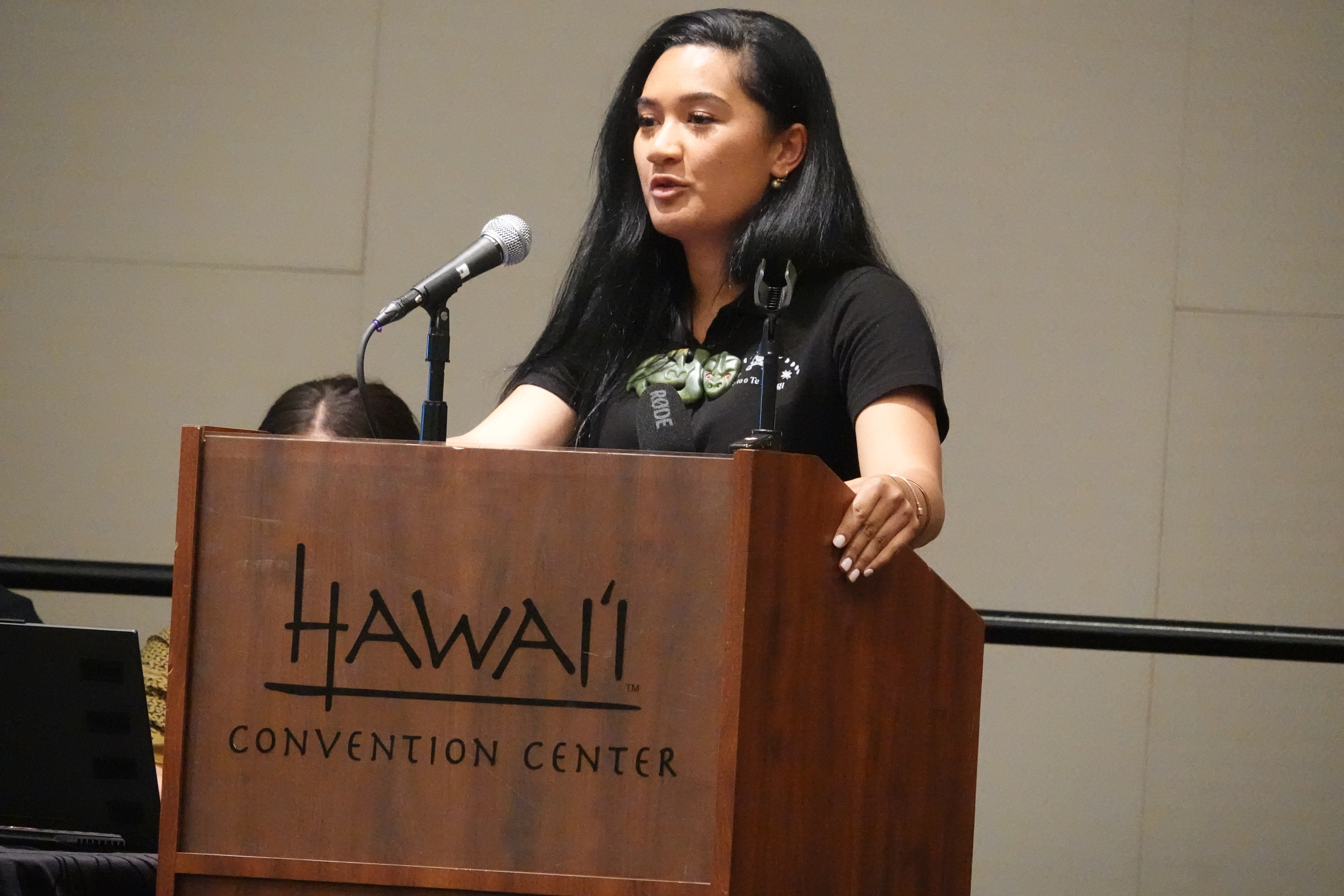
Hana Rawhiti discursando em um evento de Jovens Líderes do Pacífico realizado pelo Departamento de Estado dos Estados Unidos em 2017.

### Eleições gerais de 2023
Duranteo  Te Wiki o te Reo Māori em setembro de 2022, Hana-Rawhiti fez um discurso nos degraus do Parlamento neozelandês. Vários partidos políticos abordaram-na posteriormente, pedindo-lhe que considerasse entrar neles.
Tanto Hana Rawhiti quanto seu pai foram considerados por Te Pāti Māori como possíveis candidatos pelo eleitorado Hauraki-Waikato . No final, o partido quis uma “perspectiva jovem” e ela foi selecionada para disputar o eleitorado nas eleições de 2023. Ela ficou em 4º lugar na lista do partido de 2023 . Durante a campanha, Hana-Rawhiti foi alvo de múltiplas supostas invasões a residência, que Te Pāti Māori o considerou como motivadas politicamente. Um homem idoso, supostamente um conhecido militante do Partido Nacional, recebeu uma notificação de invasão de propriedade por parte da polícia.

### Primeiro mandato (2023–atualmente)
Nas eleições gerais de 2023, realizadas em 14 de outubro, Hana-Rawhiti destituiu a deputada Trabalhista em exercício Nanaia Mahuta por uma margem de 2.911 votos. Eleita aos 21 anos, tornou-se o segundo membro mais jovem do Parlamento da Nova Zelândia, e o mais jovem em 170 anos; o único membro mais jovem foi James Stuart-Wortley, que mentiu sobre sua idade e foi eleito aos 20 anos na primeira eleição geral do país em 1853.
Em meados de dezembro de 2023, Hana-Rawhiti juntou-se ao comitê seleto de assuntos Māori do Parlamento. Ela também se tornou porta voz de desenvolvimento Māori, rangatahi (jovens), língua maori, Kai (alimentar) soberania, agricultura, conservação, desporto e recreação, segurança alimentar, biossegurança e aduaneiro do Te Pāti Māori.
Em meados de setembro de 2024, Maipi-Clarke se tornou uma das quatro ganhadoras do Prêmio Político(a) do Ano do One Young World. A organização concedeu-lhe o prêmio justificando que "o seu envolvimento no domínio político permitiu que os jovens Māori e a geração mais jovem tivessem voz na democracia da Nova Zelândia".
Em 14 de novembro de 2024, Hana-Rawhiti protestou contra o Projeto de Lei dos Princípios do Tratado no parlamento da Nova Zelândia. Se aprovado, o projeto de lei definiria os princípios do tratado entre os Māori e a Coroa . Grupos Māori e críticos do projeto de lei argumentaram que o projeto de lei perturbaria interpretações estabelecidas do tratado e prejudicaria os direitos tradicionais dos Māori. Hana-Rawhiti rasgou uma cópia do projeto de lei durante sua primeira leitura no Parlamento e puxou um haka de nome "Ka Mate". Após isso, o presidente da Câmara, Gerry Brownlee, suspendeu o Parlamento por 20 minutos e suspendeu Hana-Rawhiti por suas ações por 24 horas. O vídeo do haka recebeu centenas de milhões de visualizações online. Em 10 de dezembro de 2024, Gerry encaminhou Hana-Rawhiti junto com os colíderes Te Pāti Māori Rawiri Waititi e Debbie Ngarewa-Packer, e o deputado trabalhista Peeni Henare ao Comitê de Privilégios por seu envolvimento no haka durante a primeira leitura do Projeto de Lei dos Princípios do Tratado.

## Visões e posicionamentos
Durante seu discurso inaugural em dezembro de 2023, Hana-Rawhiti criticou o governo de coalizão liderado pelo Partido Nacional, alegando que ele havia "atacado meu mundo inteiro de todos os cantos". Ela identificou a saúde, o ambiente, a água, a terra, os recursos naturais e as crianças como áreas-chave de desacordo com o governo.
Hana-Rawhiti se declarou favorável à redução da idade de voto para 16 anos.

## Prêmios
Em dezembro de 2024, foi incluída na lista das 100 mulheres da BBC.